# گرشوم بن سلیمان
گرشوم بن سلیمان یا گرشون بن سلیمان آرلی، محقق و فیلسوف پروانسی یهودی بود که در نیمه دوم سده سیزدهم به اوج شکوفایی خود رسید. او را پدر لاوی بن گرشوم(گرسونیدس) دانسته‌اند.
کتاب شعر ها شماییم(دروازه آسمانها)، که در سده‌های میانه بسیار مورد توجه و مطالعه قرار داشت، شاهکار اوست. این کتاب در سال ۱۵۴۷ در ونیز به ناقص چاپ شد و بعد از آن در سال ۱۸۰۱ تمامی آن انتشار یافت. این کتاب در قالب دانشنامه‌ای تدوین شده‌است و به سه فصل تقسیم می‌شود:
- فصل نخست: در علوم طبیعی.این بخش دربردارنده ده رساله در مورد عناصر چهارگانه، جمادات، گیاهان، حیوانات، پرندگان، ماهیان، زنبورها، مورچگان، عنکبوت‌ها، انسان‌ها، اجزای بدن، خواب و بیداری، بیماری و سلامتی، زندگی و مرگ است.
- فصل دوم: نجوم، ستاره‌شناسی (که در آن از نظریات فرغانی بهره‌برداری شده‌است)
- فصل سوم: مابعدالطبیعه و الهیات (که در آن به شرح آراء ابن‌میمون پرداخته است) گرشوم در اینجا ماهیت نفس و قوای آن را موردبحث قرار می‌دهد و در تدوین این رساله از آثار ابن سینا استفاده کرده‌است.

همچنین این کتاب دربردارنده رونوشتی از یک رساله کوتاه از ابن‌رشد درباره کتاب امکان الاتصال بالعقل الفعال است که پیشتر توسط سموییل بن طیبون به عبری ترجمه شده بود.
گرشوم در ضمن این متن به کرات از نویسندگان یونانی(همچون افلاطون، فیثاغورس، ارسطو، جالینوس، بقراط، سقراط)، لاتینی (همچون توماس آکویناس)، عربی (همچون ابن رشد و ابن باجه)، ایرانی (همچون ابن سینا و فارابی) و یهودی (همچون موسی بن میمون و سعدیا گایون) نام می‌برد.